# Srah Srang

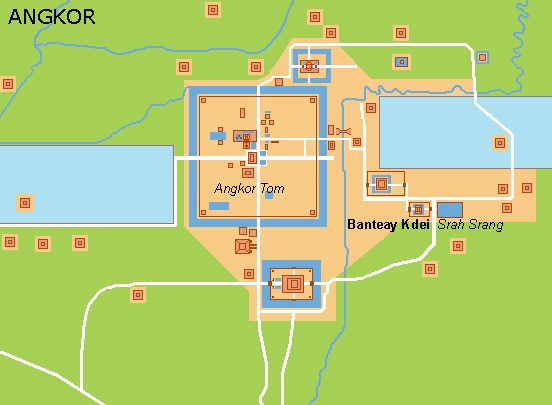
Der verhältnismäßig kleine Srah Srang liegt unmittelbar östlich des Tempels Banteay Kdei.

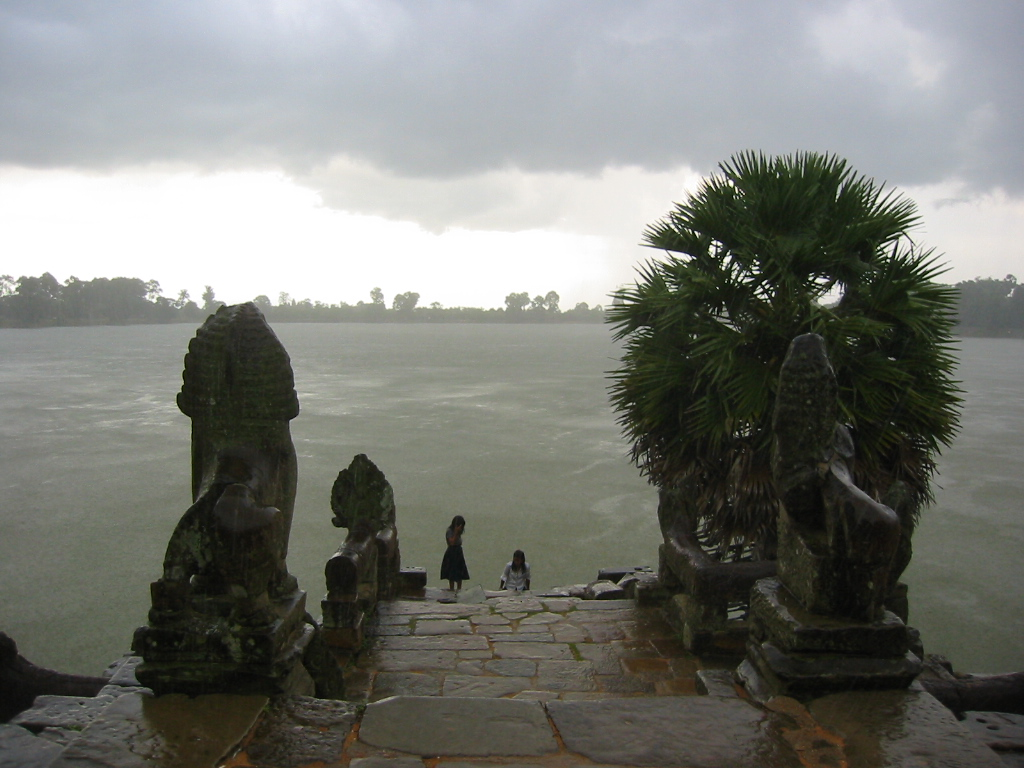
Eine prachtvolle Landestelle bildet den Übergang zwischen Tempelanlage und Wasserfläche.

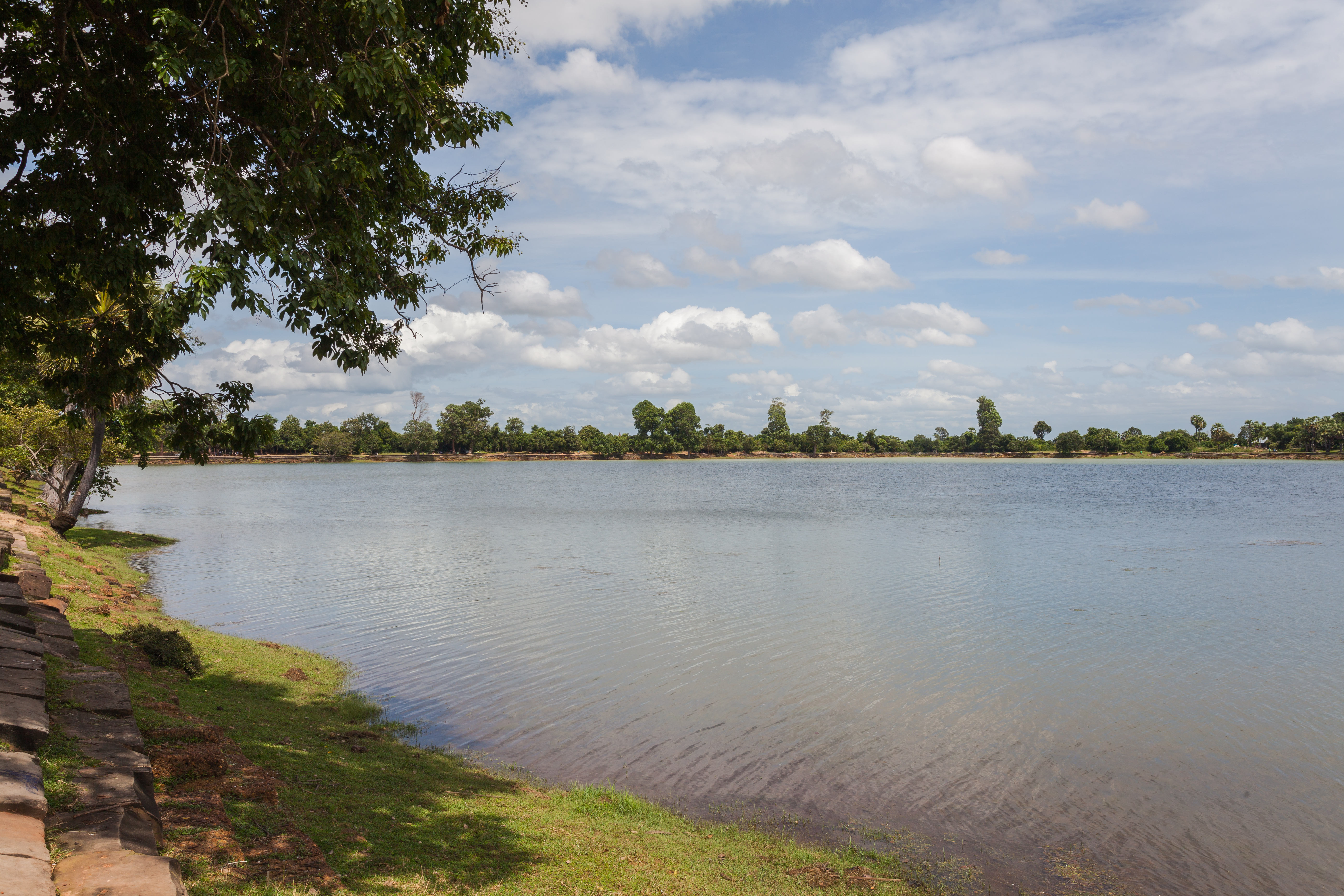
Blick auf das Südufer.

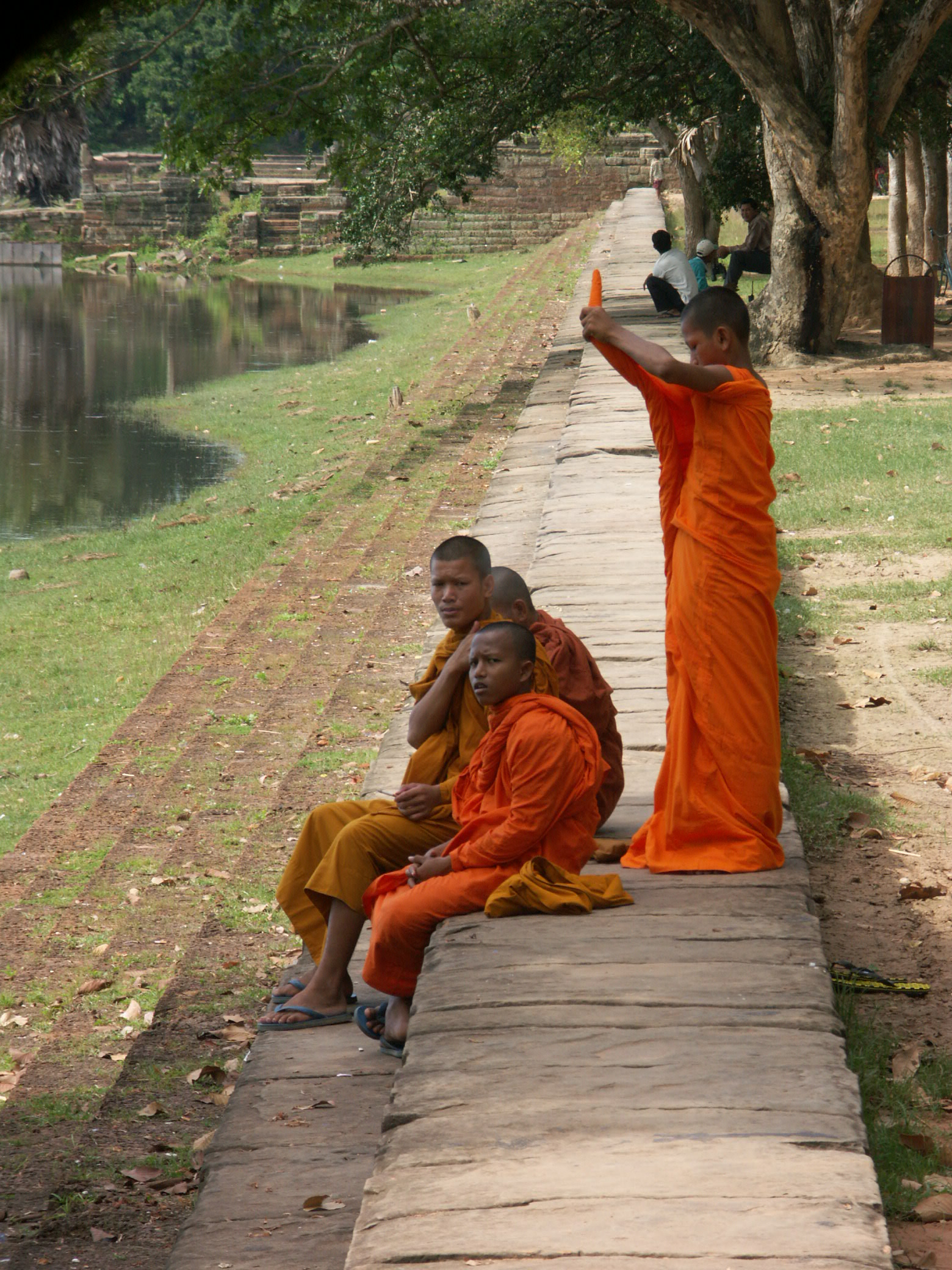
Buddhistische Mönche rasten auf der Sandstein-Einfassung des Srah Srang.

Der Srah Srang (Khmer ស្រះស្រង់, zu deutsch „Königliches Bad“) ist ein etwa 725 × 400 Meter messendes Wasserreservoir nahe den historischen Anlagen Angkor Thom und Angkor Wat und der heutigen Stadt Siem Reap (Kambodscha).

## Geschichte
Der Srah Srang gehört zu den Zeugnissen der Angkor-Kultur. Gemäß einer Inschrift aus seiner Entstehungszeit diente er „dem Wohl aller Kreaturen“ mit Ausnahme der „Deichbrecher“, womit Elefanten gemeint waren. Der moderne Name Srah Srang (Königliches Bad) entspricht also nicht der ursprünglichen Funktion des Bauwerks. Die Entstehungszeit fällt ins 10. Jahrhundert, und zwar in die Regierungszeit von König Rajendravarman II. (944–968). Der verantwortliche königliche Baumeister hieß Kavindrarimathana; zu seinen Werken zählten auch der in Sichtweite liegende Staatstempel Pre Rup und der fast ebenso nahe Östliche Mebon.
An der Treppe der am Westufer befindlichen Landestelle ist die ursprüngliche Ziegelstruktur Kavindrarimathanas noch zu erkennen. Diese wurde unter König Jayavarman VII. (1181–etwa 1220) im Bayon-Stil überbaut, als er die Landestelle mit einer Terrasse versehen und den ganzen See in Sandstein fassen ließ. Bis heute, über einem Jahrtausend nach seiner Errichtung, ist der Srah Srang intakt und bildet eine weite, ruhige Wasserfläche. An seinen Ufern erholen sich Einheimische wie Touristen.

## Anlage
Ein Srah gilt im Allgemeinen als „Wasserbecken für rituelle Waschungen“ und ist ausgegraben, nicht wie ein Baray zwischen Dämmen aufgestaut – der Wasserspiegel befindet sich also auf natürlichem Niveau. Entsprechend ist ein Srah in der Regel kleiner als ein Baray; die Fläche des Srah Srang zum Beispiel passt fast fünfzigmal auf die Fläche des benachbarten Östlichen Baray. Srah wie Baray sind mehr oder weniger quer zum landschaftlichen Gefälle gelagert (um allzu unterschiedliche Uferhöhen beziehungsweise allzu hohe Stauwälle zu vermeiden) und zugleich streng nach den Kardinalpunkten ausgerichtet (um Harmonie mit Erde und Himmel zu symbolisieren). So erstrecken sich die Rechtecke der künstlich angelegten Wasserflächen in der zentralen Angkor-Region übereinstimmend von West nach Ost.
Der Tempel Banteay Kdei liegt auf einer Linie mit dem Srah Srang und bildet ein Ensemble mit diesem. Verlässt man die Tempelanlage durch das Osttor, wird die Wasserfläche erst sichtbar, sobald man den vorbeiführenden Weg überquert hat und die Stufen der gegenüberliegenden Sandsteinterrasse emporgestiegen ist. Von zwei Löwenfiguren und weiter unten von Naga flankierte Stufen führen zum Wasser hinab. Vermutlich war dieser Landesteg einmal tatsächlich in Funktion: In der Nähe der Seemitte wurden einige Sandsteintrümmer entdeckt, die als Überreste eines Mebon (Ahnentempel auf einer künstlichen Insel) gelten können.

## Belege und weiterführende Informationen